# مقاطعة كوتشران (تكساس)

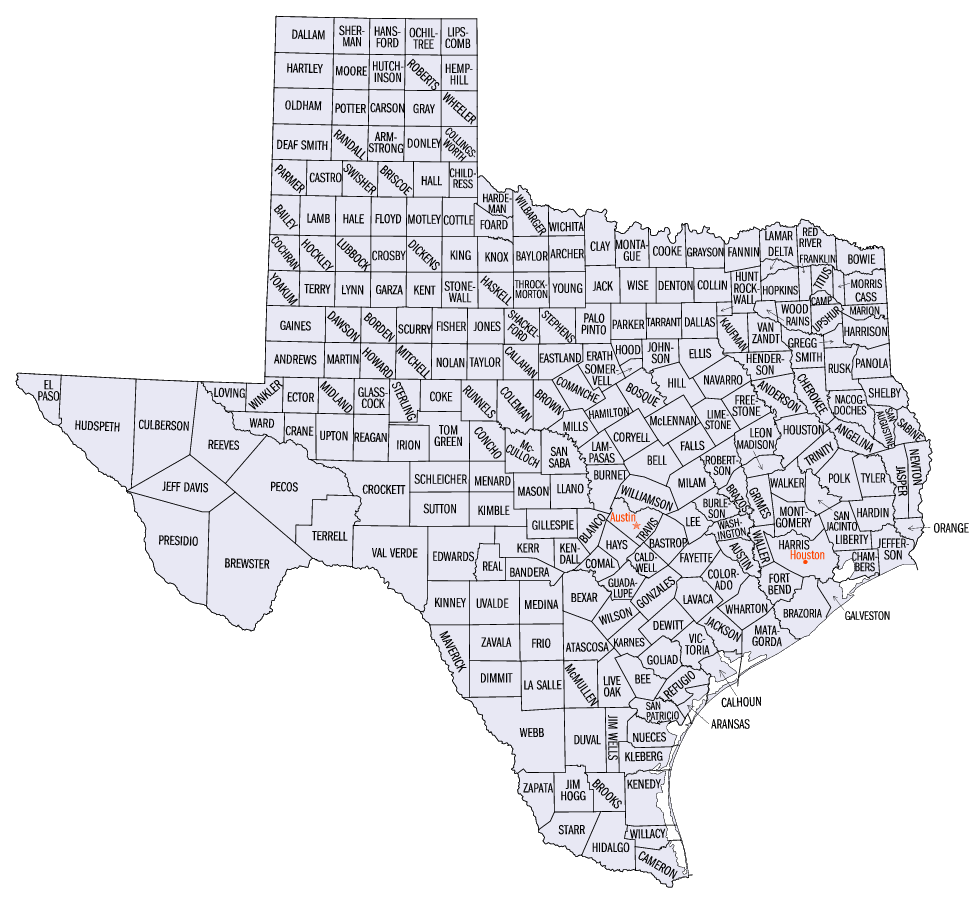
خارطة مقاطعات تكساس

مقاطعة كوتشران (بالإنجليزية: Cochran  County)‏ هي إحدى المقاطعات في ولاية تكساس، الولايات المتحدة الأمريكية.